# 秋野川
秋野川（あきのがわ）は、奈良県中西部を流れる紀の川（吉野川）水系の一級河川である。

## 概要
奈良県吉野郡吉野町の青根ヶ峰西麓に源を発する。西へ流れたのち北に転じ、下市町下市で吉野川に合流する。ほぼ全域で山間部を流れる。
吉野川南岸を古くは「安騎野」と称した。これは応神天皇が熊野路より行幸し地名を問われた古老が「吾ケ妻ノ里」と答えたのが「吾妻ノ里」「蜻蛉（あきつ）」「安騎野」と転じたもので、「秋野」は安騎野が更に転じたものである。
江戸時代、下流部の下市には薬草を栽培する薬園が多く置かれ、やがて薬種商が集まり栄えた。今でも「問屋橋」など橋名に名残を残す。また、下市は歌舞伎「義経千本桜 三段目 すし屋の段」の舞台としても知られており奈良県景観資産に登録されている。

## 流域の自治体
奈良県
吉野郡下市町

## 並行する交通
- 国道309号
- 奈良県道48号洞川下市線

## 流域の観光地
- 白藤の滝 - 落差15m
- 下市温泉